# Ираклио
Вижте пояснителната страница за други значения на Ираклио.
Ира̀клио (на гръцки: Ηράκλειο, катаревуса: Ηράκλειον) е град в Южна Гърция, център на ном Ираклио и главен град на остров Крит.
Разположен е от северната страна на острова на брега на Егейско море. Населението му е 154 599 души (по данни от 2024 г.). Известен е с маслодобива си, развития туризъм и богатата винарска история.
Има пристанище, аерогара (носеща името на Никос Казандзакис), археологически музей и военноморска база.
Ираклио е град с дълбоки корени в историята, за което свидетелстват множеството исторически и археологически паметници в и около него. До Ираклио се намират руините на Кносос.

## Известни личности
Родени в Ираклио
- Одисеас Елитис (1911 – 1996), поет
- Енесидем (I век пр. Хр.), философ
- Никос Казандзакис (1883 – 1957), писател и философ
- Кирил I Лукарис (1572 – 1638), вселенски патриарх
- Манолис Хадзидакис (1909 – 1998), историк на изкуството

## Побратимени градове
- Констанца, Румъния

## Фотогалерия
- Гледка към Ираклио от кораб
- Типични къщи в Ираклио